# Gara Banca (okręg Vaslui)
Gara Banca – wieś w Rumunii, w okręgu Vaslui, w gminie Banca. W 2011 roku liczyła 1146 mieszkańców.